# Alejandro Biondini
Alejandro Carlos Biondini (Ciudad Autónoma de Buenos Aires, 13 de enero de 1956) es un político argentino y ex-precandidato a la Presidencia de la Nación por el Frente Patriota.
Está vinculado a diferentes agrupaciones políticas nacionalistas y neonazis como el Partido Nuevo Triunfo, proscripto por la justicia argentina cuando le fue negada la personería jurídica en la década del '90 y nuevamente en 2009, por tener una ideología neonazi, y el partido Bandera Vecinal, el cual cuenta con estatus legal desde 2014 tras una resolución judicial que lo habilitó para presentarse en elecciones. Desde 2018 es el presidente del Frente Patriota, año en el que Bandera Vecinal y Gente en Acción se fusionaron para crear el partido, el cual también ha sido descripto por medios de comunicación como un partido con ideología neonazi.

## Resumen electoral
|  | 0,16 % |

|  | 0,15 % |

|  | 0,15 % |

|  | 0,14 % |

|  | 0,33 % |

|  | 0,24 % |

|  | 0,63 % |

## Radio
| Año           | Programa        | Radio      |
| ------------- | --------------- | ---------- |
| 2010-Presente | Alerta Nacional | Radio AN24 |